# Керестеш-Фишер, Ференц
Ференц Керестеш-Фишер (венг. Keresztes-Fischer Ferenc; 1881 — 1948) — венгерский юрист, дипломат, политический и государственный деятель; дважды занимал пост премьер-министра Венгрии.

## Биография
Ференц Керестеш-Фишер родился 18 февраля 1881 года в городе Печ на юго-западе Венгрии. Окончил юридический факультет Будапештского университета, после чего некоторое время был советником в «Pécsi Takarékpénztár Rt.»
Решив сделать политическую карьеру, Керестеш-Фишер был назначен сперва префектом в медье Баранья (1921—1931), а затем переведён на ту же должность в Шомодь (1925—1931).
Дважды занимал пост министра внутренних дел Венгрии (1931—1935 и 1938—1944). Считался антигерманским политиком. Проводя политические преследования оппонентов режима Хорти, подвергал им не только левых (коммунистов и социал-демократов), но и ультраправых. Так, после нападения членов Партии скрещённых стрел на синагогу в Будапеште Керестеш-Фишер добился запрета деятельности партии, санкционировал арест её лидеров, включая Ференца Салаши, и конфисковал средства НСДАП. Министр позволил въехать в страну десяткам тысяч немецких, австрийских и польских евреев, бежавших от преследования нацистами, содействовал их размещению, закрывал глаза на то, что они регистрируются как христиане, и до конца своих полномочий отказывался выдать беженцев Германии.
Во время Второй мировой войны, в апреле 1941 года Германия настойчиво пыталась втянуть Венгрию в войну против Югославии. Будучи не способным предотвратить втягивание Венгрии в войну, 3 апреля 1941 года совершил самоубийство премьер-министр страны Пал Телеки, выразив в предсмертной записке своё возмущение нарушением данных Югославии обязательств. Согласно конституции страны, Керестеш-Фишер стал исполняющим обязанности главы кабинета министров. Регент Миклош Хорти предложил ему остаться в должности премьер-министра, однако Керестеш-Фишер отказался и предложил Ласло Бардоши, прогерманскому политику, сформировать коалиционное правительство. В тот же день Бардоши вступил в должность премьер-министра. В 1941 году Керестеш-Фишер был единственным из членов венгерского правительства, кто выступал против формального вступления страны в войну с Советским Союзом.
7 марта 1942 года Хорти сместил Бардоши ввиду его постоянных уступок Гитлеру в ущерб интересам самой Венгрии. Ференц Керестеш-Фишер вновь возглавил кабинет, пробыв на этот раз исполняющим обязанности два дня; 9 марта 1942 года он передал дела Миклошу Каллаи (эти два дня он также был и. о. главы МИД).
Он был одним из самых близких сторонников Каллаи, всячески поддерживал его консервативную политику. Когда венгерская дипломатия начала обсуждать возможность перехода на сторону Антигитлеровской коалиции с другими немецкими сателлитами, то раздражённые политикой «союзной» Венгрии немцы оккупировали её в марте 1944 года. Каллаи вынужден был бежать, а Керестеш-Фишер был отправлен сначала в концлагерь Дахау, а затем в концлагерь Маутхаузен в Австрии, где его здоровье существенно ухудшилось. Он был освобождён советскими войсками в ходе Венской наступательной операции.
Ференц Керестеш-Фишер умер 3 марта 1948 года в столице Австрии городе Вене от рака лёгких.
Его брат Лайош служил в генштабе Венгрии и после переворота под предводительством Салаши, как и брат был отправлен в Дахау. Ему также посчастливилось дождаться освобождения, но он пережил своего брата всего на два месяца.